# That’s That Shit
That’s That Shit, als Clean-Version auch That’s That genannt, ist ein Lied des US-amerikanischen Rappers Snoop Dogg, bei dem R. Kelly mitwirkt. Es ist die zweite Single seines achten Studioalbums Tha Blue Carpet Treatment und wurde am 10. Oktober 2006 veröffentlicht. Der Song war die erste Single aus dem Album in Großbritannien, aber erreichte nur in den USA einen beachtlichen Erfolg, wo sie Platz 20 in den Billboard Hot 100 Charts erreichte. Der Song sampelt die Melodie aus dem Film Der Prinz aus Zamunda, die in der Badezimmerszene gespielt wird, in der Eddie Murphy von weiblichen Dienstboten gewaschen wird.

## Hintergrund
Snoop Dogg sprach mit AllHipHop.com über den Track von Tha Blue Carpet Treatment, die Dr. Dre produziert und an dem R. Kelly mitwirkt. Snoop erklärt "Dr. Dre rief mich heute an. Wir haben an meinem Album gearbeitet. Er half mir das Lied in Ordnung zu bringen, an dem ich mit R. Kelly arbeitete. Es war ein Hit, bevor ich es Dre gab, aber jetzt ist es ein Superhit. Er ließ mich alle meine Vocals streichen. Das bedeutet, 'Nehmen alle deine Texte aus, sie gefällt mir nicht. Sie sind schwach. "Sogar ich gehe auch durch diese Scheiße. Bis zu diesem Tag, weißt du, was ich meine? Ich bin nicht zu groß, um Kritik anzunehmen. Er hat mir alle meine Texte abgenommen und ich und DOC mussten mit etwas mehr Scheiße kommen, die einfach außergewöhnlich war. "Der Titel stammt von R. Kelly, der im Lied immer wieder sagte: "That's that shit!".
Der Song wurde live bei den MTV Europe Music Awards 2006 aufgeführt, obwohl R. Kelly nicht anwesend war. Das Kuriose am Liveauftritt war, dass das Intro des Songs den gleichen Schnitt hatte wie in dem Film mit dem Victoria Dillard Skit am Ende, was in der Direktübertragung ungeschnitten blieb, obwohl in den späteren Wiederholungen des Programms das Wort "Penis" zensiert wurde. Obwohl R. Kelly auch hier nicht anwesend war, wurde das Lied 2006 auch live bei den BET Hip Hop Awards und bei den American Music Awards aufgeführt. R. Kellys Teil wurde als Playback abgespielt.
Die Videopremiere auf MTV war am Dienstag, dem 7. November 2006 um 03.30 Uhr EST auf TRL.
Die Album-Version unterscheidet sich im Intro von dem des Videos und der Single, während die Texte das Filmintro und R. Kelly Antwort "Thank you" enthalten. Die saubere Version hat den Titel verkürzt, um Obszönitäten auszuschließen, und aus R. Kelly letztem Hook wurde das "sex"-Wort herausgenommen.
Das Lied enthält einen Skit aus dem Film Der Prinz aus Zamunda, wobei Dr. Dre dabei half, es zu einer Single abzumischen. Jedoch arbeitete er auch am Original-Film, als er den Track Comin' Correct von JJ Fad für den Soundtrack schrieb. Er wurde als Produzent gewürdigt.

## Remixe
Ein Remix mit Nas wurde auf DubCNN vorgestellt, wo Nas den Refrain änderte und "Nas-is-back" anstelle des Originalrefrains rappt. Er fügt auch eine neue Zeile hinzu, worin die Frau sagt: "The royal penis is clean your highness", wobei im Intro Snoop anstelle von Kelly "Thank You" antwortet, was aus dem Film Der Prinz aus Zamunda stammt. Ein weiterer Remix machte Sheek Louch von D-Block.

## Coverversionen
- Slim Thug & Boss Hogg Outlawz coverten das Lied unter dem Titel That Click. Es war auf dem DJ 31 Degreez - The Forecast 3 vertreten.
- Melanie von Redmans Label Gilla House machte ein Remake davon, das auf Redmans Mixtape Live from the Bricks veröffentlicht wurde und R&B Smoke Break hieß.

## Rezeption

### Chartplatzierungen
| ChartsChartplatzierungen       | Höchstplatzierung | Wochen |
| ------------------------------ | ----------------- | ------ |
| Deutschland (GfK)              | 39 (7 Wo.)        | 7      |
| Schweiz (IFPI)                 | 37 (9 Wo.)        | 9      |
| Vereinigte Staaten (Billboard) | 20 (10 Wo.)       | 10     |
| Vereinigtes Königreich (OCC)   | 38 (4 Wo.)        | 4      |

### Auszeichnungen für Musikverkäufe
| Land/Region     | Auszeichnungen für Musikverkäufe (Land/Region, Auszeichnung, Verkäufe) | Verkäufe |
| --------------- | ---------------------------------------------------------------------- | -------- |
| Brasilien (PMB) | Gold                                                                   | 30.000   |
| Insgesamt       | 1× Gold ·                                                              | 30.000   |

Hauptartikel: Snoop Dogg/Auszeichnungen für Musikverkäufe